# Requins de l'Atlantique FC
El Requins de l'Atlantique FC és un club de futbol beninès de la ciutat de Cotonou.

## Palmarès
- Lliga beninesa de futbol: [2]
  - 1985, 1987, 1990
- Copa beninesa de futbol: [3]
  - 1978, 1981, 1983, 1988, 1989
- Copa de la Independència de Benín: 
  - 2007

## Futbolistes destacats
- Stéphane Sessegnon